# Spanley Rocks
Le Spanley Rocks (in lingua inglese: Rocce Spanley) sono un gruppo di sei massi rocciosi situati 18 km a sudest dei Cordiner Peaks e che delimitano l'estremità settentrionale del Neptune Range, che fa parte dei Monti Pensacola in Antartide.
Il monte è stato mappato dall'United States Geological Survey (USGS) sulla base di rilevazioni e foto aeree scattate dalla U.S. Navy nel periodo 1956-66.
La denominazione è stata assegnata dall'Advisory Committee on Antarctic Names (US-ACAN) in onore di John A. Spanley Jr, cuoco presso la Base Amundsen-Scott durante l'inverno del 1965.